# Blepephaeus sumatranus
Blepephaeus sumatranus är en skalbaggsart som beskrevs av Stefan von Breuning 1956. Blepephaeus sumatranus ingår i släktet Blepephaeus och familjen långhorningar. Inga underarter finns listade.